# Kareta plochá
Kareta plochá (Natator depressus) je druh mořské želvy z čeledi Cheloniidae. Jde o endemický druh, který je rozšířen v pobřežních vodách a hnízdí na několika písečných plážích na severu Austrálie.

## Popis
Jméno získala podle toho, že je její krunýř zploštělejší než u ostatních želv. Může být olivově zelená až šedá. Průměrně měří od 76 do 96 cm na délku krunýře a může vážit od 70 do 90 kg. Mláďata této želvy jsou po vylíhnutí větší než u jiných druhů želv.